# XXI symfonia (KV 134)
XXI Symfonia A-dur (KV 134) − symfonia skomponowana przez W.A. Mozarta w 1772 w Salzburgu. Jej części:
1. Allegro (ok. 6 min)
2. Andante (ok. 6 min)
3. Menuetto (ok. 4 min)
4. Allegro (ok. 4 min)

## Instrumentacja
- 2 flety
- 2 rogi
- kwintet smyczkowy